# Parque Gulliver
El Parque Gulliver es un parque que se encuentra en el Jardín del Turia de Valencia (España), concretamente entre los puentes del Ángel Custodio y del Reino de Valencia.
La principal atracción es una escultura monumental de Gulliver de 70 metros, a la que se puede acceder a través de rampas, toboganes, escaleras, etcétera, y que representa el preciso momento en el cual Gulliver acaba de llegar al país de Lilliput y ha sido atado por los liliputienses. La figura está realizada en una escala tal que los visitantes semejan los habitantes de Lilliput cuando paseaban sobre el cuerpo del personaje creado por Jonathan Swift.
Fue encargado en 1986 al arquitecto Rafael Rivera y al artista fallero Manolo Martín con un diseño de Sento Llobell, como parte del convenio Un riu de xiquets entre el Ayuntamiento de Valencia (entonces liderado por la alcaldesa Clementina Rodenas), que aportó el suelo, y la  Conselleria de Industria Comercio y Turismo (a cuyo frente estaba el conseller Andrés García Reche), que aportó la financiación. Tuvo un coste de 220 millones de pesetas.
El Parque se encuentra estratégicamente ubicado en la ciudad de Valencia, cercano al Parotet, la Escola Universitària de Magisteri Ausiàs March y los distintos edificios del arquitecto Santiago Calatrava que conforman la Ciudad de las Artes y las Ciencias. 
Se accede a través del Puente del Ángel Custodio, y permanece abierto de lunes a domingo de 10 a 17,30 horas del mes de noviembre al mes de febrero. En verano se suele ampliar el horario hasta las 21:30. La entrada es gratuita.
Tras una fase de reforma y rehabilitación volvió a abrir sus puertas el 6 de noviembre de 2022.